# Гринвуд, Дэвид
Дэвид Касим Гринвуд (англ. David Kasim Greenwood; 27 мая 1957, Линвуд, Калифорния — 8 июня 2025, Риверсайд, Калифорния) — американский профессиональный баскетболист, выступавший в Национальной баскетбольной ассоциации за команды «Чикаго Буллз», «Сан-Антонио Спёрс», «Денвер Наггетс» и «Детройт Пистонс». Играл на позициях тяжёлого форварда и центрового. Гринвуд стал чемпионом НБА в составе «Пистонс» в 1990 году.

## Биография
В семье Дэвида Гринвуда наиболее популярным видом спорта был американский футбол. Его брат Джо, а также двоюродный брат Эл Си Гринвуд добились немалых успехов в этом виде. Благодаря высокому рост Дэвид преуспел в баскетболе, играть в который начал на уличных площадках южного Лос-Анджелеса. Будучи учеником старшей школы Вербум Деи, он дважды удостаивался включения в символическую сборную США среди школьников. В 1974 году его школьная команда выиграла чемпионат штата, а в 1975 году имела серию из 39 побед подряд, которая прервалась в игре с командой школы Палос Вердес, за которую играл будущий партнёр Гринвуда по «Детройт Пистонс», Билл Лэймбир. Гринвуд был поклонником Сидни Уикса и подобно своему кумиру поступил в Калифорнийский университет в Лос-Анджелесе. Вербовал в стан университетской команды «Бруинс» его ещё знаменитый тренер Джон Вуден, но к моменту поступления Гринвуда он вышел на пенсию. В своём первом сезоне он играл на позиции центрового и помог своей команде выйти в финал четырёх турнира NCAA 1976 года. Со следующего сезона Гринвуд был переведён на позицию тяжёлого форварда и стал набирать в среднем за игру 16,7 очков. В последующих двух сезонах он, набирая 17,5 и 19,9 очков соответственно, удостаивался включения в символическую сборную лучших игроком студенческого чемпионата и признавался лучшим игроком Тихоокеанской конференции.
На драфте НБА 1979 года Гринвуд был выбран командой «Чикаго Буллс» под общим вторым номером, сразу после Мэджика Джонсона. Он сразу же стал ведущим игроком «Чикаго» и в дебютном сезоне набирал в среднем за игру 16,3 очков и делал 9,5 подборов, за что был включён в сборную новичков сезона. В следующие четыре сезона средняя результативность Гринвуда не опускалась ниже 10 очков и держалась на уровне около 9 подборов в среднем за игру. За пять лет Дэвид пропустил лишь пять игр регулярного сезона. Однако в сезоне 1984/1985 он получил травму ахиллова сухожилия, а после восстановления его результативность серьёзно упала. В октябре 1985 года Буллс обменяли Гринвуда в «Сан-Антонио Спёрс». Лишь в сезоне 1986/1987 ему удалось частично восстановить былую форму, набирая в среднем за игру 11,6 очков и делая 9,9 подборов. Из-за новой операции на ахилле Гринвуд стал играть гораздо реже, а его игровая эффективность существенно снизилась. В январе 1989 года он был обменян в «Денвер Наггетс», а в октябре 1989 года как свободный агент подписал контракт с «Детройт Пистонс». В 1990 году Гринвуд стал чемпионом НБА в составе «Пистонс», хотя играл мало и набирал всего очко в среднем за игру серии плей-офф. Сезон 1990/1991, проведённый в составе «Сан-Антонио Спёрс», стал для него последним в НБА.
В 1997 году Гринвуд в качестве главного тренера возглавил баскетбольную команду старшей школы Вербум Деи и в первый же год своей работы привёл её к победе в чемпионате штата.
Умер в Риверсайде, штат Калифорния, 8 июня 2025 года от рака.

## Статистика

### Статистика в НБА
| Сезон                                                                                    | Команда     | Регулярный сезон | Регулярный сезон | Регулярный сезон | Регулярный сезон | Регулярный сезон | Регулярный сезон | Регулярный сезон | Регулярный сезон | Регулярный сезон | Регулярный сезон | Регулярный сезон | Серия плей-офф | Серия плей-офф | Серия плей-офф | Серия плей-офф | Серия плей-офф | Серия плей-офф | Серия плей-офф | Серия плей-офф | Серия плей-офф | Серия плей-офф | Серия плей-офф |
| Сезон                                                                                    | Команда     | GP               | GS               | MPG              | FG%              | 3P%              | FT%              | RPG              | APG              | SPG              | BPG              | PPG              | GP             | GS             | MPG            | FG%            | 3P%            | FT%            | RPG            | APG            | SPG            | BPG            | PPG            |
| ---------------------------------------------------------------------------------------- | ----------- | ---------------- | ---------------- | ---------------- | ---------------- | ---------------- | ---------------- | ---------------- | ---------------- | ---------------- | ---------------- | ---------------- | -------------- | -------------- | -------------- | -------------- | -------------- | -------------- | -------------- | -------------- | -------------- | -------------- | -------------- |
| 1979/80                                                                                  | Чикаго      | 82               |                  | 34,0             | 47,4             | 14,3             | 81,0             | 9,4              | 2,2              | 0,7              | 1,6              | 16,3             | Не участвовал  | Не участвовал  | Не участвовал  | Не участвовал  | Не участвовал  | Не участвовал  | Не участвовал  | Не участвовал  | Не участвовал  | Не участвовал  | Не участвовал  |
| 1980/81                                                                                  | Чикаго      | 82               |                  | 33,0             | 48,6             | 0,0              | 74,8             | 8,8              | 2,7              | 0,9              | 1,5              | 14,4             | 6              |                | 35,3           | 58,6           | 0,0            | 41,7           | 7,3            | 1,8            | 1,5            | 0,8            | 17,8           |
| 1981/82                                                                                  | Чикаго      | 82               | 82               | 35,5             | 47,3             | 0,0              | 82,5             | 9,6              | 3,2              | 0,9              | 1,1              | 14,6             | Не участвовал  | Не участвовал  | Не участвовал  | Не участвовал  | Не участвовал  | Не участвовал  | Не участвовал  | Не участвовал  | Не участвовал  | Не участвовал  | Не участвовал  |
| 1982/83                                                                                  | Чикаго      | 79               | 61               | 29,8             | 45,5             | 0,0              | 70,8             | 9,7              | 1,9              | 0,7              | 1,1              | 10,0             | Не участвовал  | Не участвовал  | Не участвовал  | Не участвовал  | Не участвовал  | Не участвовал  | Не участвовал  | Не участвовал  | Не участвовал  | Не участвовал  | Не участвовал  |
| 1983/84                                                                                  | Чикаго      | 78               | 76               | 34,8             | 49,0             | 0,0              | 73,7             | 10,1             | 1,8              | 0,9              | 0,9              | 12,2             | Не участвовал  | Не участвовал  | Не участвовал  | Не участвовал  | Не участвовал  | Не участвовал  | Не участвовал  | Не участвовал  | Не участвовал  | Не участвовал  | Не участвовал  |
| 1984/85                                                                                  | Чикаго      | 61               | 28               | 25,0             | 45,8             | 0,0              | 71,3             | 6,4              | 1,3              | 0,6              | 0,3              | 6,1              | 4              | 4              | 34,8           | 53,6           | -              | 80,0           | 7,8            | 1,3            | 1,5            | 1,0            | 9,5            |
| 1985/86                                                                                  | Сан-Антонио | 68               | 24               | 28,1             | 51,0             | 0,0              | 77,2             | 7,8              | 1,3              | 0,5              | 0,8              | 7,9              | 3              | 3              | 33,7           | 52,2           | -              | 75,0           | 6,0            | 1,0            | 1,0            | 0,3            | 10,0           |
| 1986/87                                                                                  | Сан-Антонио | 79               | 78               | 32,7             | 51,3             | 50,0             | 78,5             | 9,9              | 3,0              | 0,9              | 0,6              | 11,6             | Не участвовал  | Не участвовал  | Не участвовал  | Не участвовал  | Не участвовал  | Не участвовал  | Не участвовал  | Не участвовал  | Не участвовал  | Не участвовал  | Не участвовал  |
| 1987/88                                                                                  | Сан-Антонио | 45               | 40               | 27,5             | 46,0             | 0,0              | 74,8             | 6,7              | 2,2              | 0,7              | 0,5              | 8,6              | Не участвовал  | Не участвовал  | Не участвовал  | Не участвовал  | Не участвовал  | Не участвовал  | Не участвовал  | Не участвовал  | Не участвовал  | Не участвовал  | Не участвовал  |
| 1988/89                                                                                  | Сан-Антонио | 38               | 15               | 24,0             | 42,5             | -                | 80,0             | 6,3              | 1,4              | 0,8              | 0,6              | 7,7              | Не участвовал  | Не участвовал  | Не участвовал  | Не участвовал  | Не участвовал  | Не участвовал  | Не участвовал  | Не участвовал  | Не участвовал  | Не участвовал  | Не участвовал  |
| 1988/89                                                                                  | Денвер      | 29               | 3                | 16,9             | 41,9             | -                | 67,6             | 5,7              | 1,4              | 0,6              | 1,0              | 5,9              | 3              | 0              | 11,3           | 33,3           | -              | 50,0           | 3,7            | 0,3            | 0,3            | 0,3            | 1,7            |
| 1989/90                                                                                  | Детройт     | 37               | 0                | 5,5              | 42,3             | -                | 55,2             | 2,1              | 0,3              | 0,1              | 0,2              | 1,6              | 5              | 0              | 9,4            | 50,0           | -              | 25,0           | 1,8            | 0,0            | 0,4            | 0,0            | 1,0            |
| 1990/91                                                                                  | Сан-Антонио | 63               | 11               | 16,2             | 50,3             | 0,0              | 73,4             | 3,5              | 0,8              | 0,5              | 0,4              | 3,8              | 1              | 0              | 5,0            | 100,0          | -              | -              | 2,0            | 2,0            | 0,0            | 0,0            | 2,0            |
|                                                                                          | Всего       | 823              | 418              | 28,4             | 47,7             | 13,8             | 76,5             | 7,9              | 2,0              | 0,7              | 0,9              | 10,2             | 22             | 7              | 24,5           | 55,7           | 0,0            | 58,3           | 5,2            | 1,0            | 1,0            | 0,5            | 8,5            |
| Наведите курсор мыши на аббревиатуры в заголовке таблицы, чтобы прочесть их расшифровку. |             |                  |                  |                  |                  |                  |                  |                  |                  |                  |                  |                  |                |                |                |                |                |                |                |                |                |                |                |

### Статистика в NCAA
| Сезон | Команда | Conf   | Class | GP  | GS | MPG  | FG%  | 3P% | FT%  | RPG  | APG | SPG | BPG | PPG  |
| --- | ------- | ------ | ----- | --- | -- | ---- | ---- | --- | ---- | ---- | --- | --- | --- | ---- |
| 1975/76 | УКЛА    | Pac-8  | FR    | 31  |    | 13,0 | 50,8 |     | 80,0 | 3,7  | 0,5 |     |     | 4,9  |
| 1976/77 | УКЛА    | Pac-8  | SO    | 29  |    | 33,8 | 51,1 |     | 71,4 | 9,7  | 1,4 |     |     | 16,7 |
| 1977/78 | УКЛА    | Pac-8  | JR    | 28  |    | 34,9 | 53,8 |     | 72,9 | 11,4 | 1,6 |     |     | 17,5 |
| 1978/79 | УКЛА    | Pac-10 | SR    | 30  |    | 35,6 | 58,7 |     | 81,0 | 10,3 | 2,0 | 0,8 | 2,5 | 19,9 |
| Всего | Всего   | Всего  | Всего | 118 |    | 29,1 | 54,3 |     | 75,6 | 8,7  | 1,4 | 0,2 | 0,6 | 14,6 |
| Наведите курсор мыши на аббревиатуры в заголовке таблицы, чтобы прочесть их расшифровку Статистика приведена с сайта sports-reference.com |         |        |       |     |    |      |      |     |      |      |     |     |     |      |